# Авиамаяк

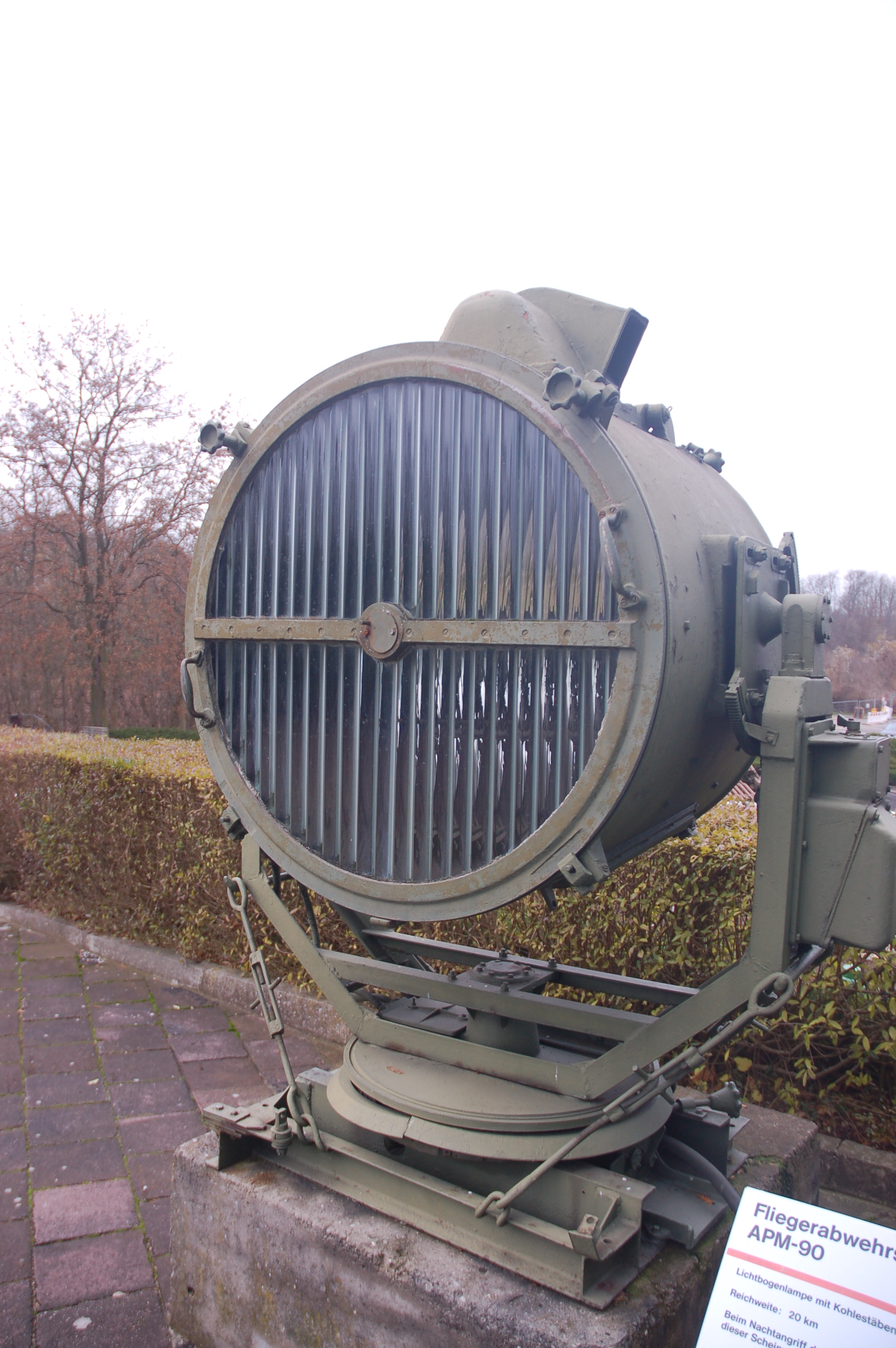
АПМ-90М в музее на Зееловских высотах

Авиамаяки можно разделить на световые маяки и радиомаяки:
- Световые маяки устанавливаются в основном на аэродромах, и служат для визуального определения места воздушного судна, по отношению к маяку.
- Радиомаяки получили широкое распространение в авиации и служат основным средством самолётовождения. Для работы с маяком нужно специальное оборудование, устанавливаемое на самолёте. К распространенным типам радионавигационных маяков относятся: ОПРС, VOR/DME (авиация), ILS, РСБН.